# Arrecife Carondelet
El arrecife Carondelet es un arrecife de coral submarino perteneciente al grupo de islas Fénix, también conocidas como islas Rawaki, en la República de Kiribati. Está sumergido 3 a 4 metros bajo el agua con marea baja. 
El arrecife Carondelet recibió el nombre del buque que lo reportó.
Es mencionado en un reporte de la aviadora Amelia Earhart con fecha del 16 de julio de 1937. Las múltiples posiciones del arrecife Winslow, mencionado por Robert Louis Stevenson, pueden confundir la posición del arrecife Carondelet con el arrecife Winslow.